# ジェームズ・コーデン
ジェームズ・キンバリー・コーデン OBE（James Kimberley Corden、1978年8月22日 - ）は、イギリスの俳優、コメディアン、歌手、作家、プロデューサー、テレビ番組司会者。CBSのトークバラエティ番組『レイト×2ショー with ジェームズ・コーデン』の司会として知られる。

## 略歴
1978年にヒリンドン・ロンドン特別区で生まれ、バッキンガムシャー州ウィカム地区ヘイゼルミアで育つ。父親はイギリス空軍音楽隊所属のミュージシャン、母親はソーシャルワーカー。姉と妹がいる。
1996年にミュージカル『Martin Guerre』の端役で舞台に立ち、プロの俳優としてデビューする。
自ら脚本を執筆して出演したBBCのシットコム『Gavin & Stacey』で2008年の英国アカデミー賞テレビ部門最優秀コメディ演技賞を受賞。
2010年に、同年のFIFAワールドカップに出場するイングランド代表の非公式応援歌『Shout for England』をディジー・ラスカルと共に歌い、全英シングルチャート1位を獲得。
2012年に『One Man, Two Guvnors』でトニー賞演劇主演男優賞を受賞。
2015年に大英帝国勲章のオフィサー（将校、OBE）を受章。
2015年3月より、米CBSの深夜トーク・バラエティ番組『レイト×2ショー with ジェームズ・コーデン』の司会を務めている。『ザ・レイト・レイト・ショー』は1995年から放送されている人気番組で、コーデンは4代目の司会者である。前任者は丸10年担当したクレイグ・ファーガソン。
2015年11月1日に開催された第19回ハリウッド映画賞の授賞式の司会に選ばれた。
トニー賞授賞式の司会を2016年と2019年に、グラミー賞授賞式の司会を2017年と2018年に務めるなど、米国内で司会者としての実力を認められている。
2019年にバストファー・ジョーンズ役で出演したミュージカル映画『キャッツ』でデジタルテクノロジーによって猫化したキャストのビジュアルなどが酷評されると、第92回アカデミー賞授賞式では共演者のレベル・ウィルソンとともに猫の姿で視覚効果賞のプレゼンターを務めたことが話題となったほか、第40回ゴールデンラズベリー賞では最低助演男優賞を受賞した。

## 私生活
ルームメイトだった俳優ドミニク・クーパーの紹介で知り合った元テレビプロデューサーのジュリア・ケイリーと2012年に結婚、2人の間には結婚前に誕生した長男マックスと結婚後に生まれた長女ケイリー（ジュリアの旧姓と同じ）がいる。
サッカーでは少年時代からウェストハム・ユナイテッドFCのファンであり、出世作『Gavin & Stacey』でも自身の役を同クラブのファンと設定してたびたび劇中でグッズを着用していた。
2022年、ジェームズはニューヨークにあるキース・マクネリー経営のレストランBalthazarから出入り禁止の処分を食らった。原因はレストランのスタッフに対し罵倒や極めて不快な態度をとったことにあった。ジェームズがプライベートでキースに謝罪したことで出入り禁止の処分は解け、公の場でも「無礼だった」として改めて謝罪した。

## 主な作品
| 年          | 邦題 原題                                                      | 役名                       | 備考                                           |
| ----------- | -------------------------------------------------------------- | -------------------------- | ---------------------------------------------- |
| 1997        | トゥエンティフォー・セブン Twenty Four Seven                   | カール（トンカ）・マーシュ |                                                |
| 2002        | 人生は、時々晴れ All or Nothing                                | ローリー・バセット         |                                                |
| 2006        | ヒストリーボーイズ The History Boys                            | ティムズ                   |                                                |
| 2007        | ロブの「この年、オレ年」 Rob Brydon's Annually Retentive       | 本人                       | 第2シリーズ第4回「深刻な“アタマ”事情!?」       |
| 2009        | レズビアン・ヴァンパイア・キラーズ Lesbian Vampire Killers     | フレッチ                   |                                                |
| 2009        | グラファロ もりでいちばんつよいのは? The Gruffalo              | ねずみ                     | テレビアニメ、声の出演                         |
| 2010        | ガリバー旅行記 Gulliver's Travels                              | ジンクス                   |                                                |
| 2011        | 三銃士/王妃の首飾りとダ・ヴィンチの飛行船 The Three Musketeers | プランシェ                 |                                                |
| 2011        | グラファロのおじょうちゃん The Gruffalo's Child                | ねずみ                     | テレビアニメ、声の出演                         |
| 2013        | はじまりのうた Begin Again                                     | スティーヴ                 |                                                |
| 2013        | ワン チャンス One Chance                                       | ポール・ポッツ             | 歌声はポール・ポッツ本人による吹き替え         |
| 2013 - 2014 | THE WRONG MANS/間違えられた男たち The Wrong Mans               | フィル                     | テレビシリーズ                                 |
| 2014        | イントゥ・ザ・ウッズ Into the Woods                            | パン屋の主人               |                                                |
| 2015        | 素敵なウソの恋まじない Roald Dahl's Esio Trot                  | 語り部の男性               | テレビ映画                                     |
| 2015        | マッド・ドライヴ Kill Your Friends                             | ロジャー・ウォーターズ     |                                                |
| 2015        | ミス・シェパードをお手本に The Lady in the Van                 | 市場の商人                 |                                                |
| 2016        | トロールズ Trolls                                              | ビギー                     | 声の出演                                       |
| 2017        | 絵文字の国のジーン The Emoji Movie                             | ハイタッチ                 | 声の出演                                       |
| 2017        | トロールズ みんなのハッピーホリデー! Trolls Holiday            | ビギー                     | 声の出演                                       |
| 2018        | ピーターラビット Peter Rabbit                                  | ピーターラビット           | 声の出演                                       |
| 2018        | オーシャンズ8 Ocean's Eight                                    | ジョン・フレイジャー       |                                                |
| 2019        | キャッツ Cats                                                  | バストファー・ジョーンズ   | 第40回ゴールデンラズベリー賞: 最低助演男優賞   |
| 2019        | イエスタデイ Yesterday                                         | 本人                       |                                                |
| 2020        | ザ・プロム The Prom                                            | バリー・グリックマン       |                                                |
| 2021        | ピーターラビット2/バーナバスの誘惑 Peter Rabbit 2: The Runaway | ピーターラビット           |                                                |
| 2021        | シンデレラ Cinderella                                          | ジェームズ                 |                                                |
| 2022        | 浮気なママル Mammals                                           | ジェイミー                 | 全6話のテレビシリーズ Amazon Prime Videoで配信 |

### その他
- 2008年『トップ・ギア』シリーズ11第3回「安いアルファロメオに夢中」ゲスト出演 ※自動車番組
- 2015年 - 『レイト×2ショー with ジェームズ・コーデン』司会